# Route 23 (Île-du-Prince-Édouard)
La Route 23, aussi connue comme Selkirk Road, est une route de 18,8 kilomètres (11,7 mi) du centre de l'Île-du-Prince-Édouard. Son terminus sud est à l'intersection avec la route 315 à Wood Islands et son terminus nord est à l'intersection avec la route 210 à Orwell.

## Intersections majeures
| Comté  | Ville         | km    | Destinations                                           | Notes |
| ------ | ------------- | ----- | ------------------------------------------------------ | ----- |
| Queens | Wood Islands  | 0,00  | Route 315 (Woodislands Road) – Wood Islands, Montague  |       |
| Queens | Wood Islands  | 0,90  | Route 202 (Douses Road)                                |       |
| Queens | Culloden      | 3,40  | Route 203 (Culloden Road)                              |       |
| Queens | Lewes         | 6,40  | Route 204 (Gairloch Road / Hon. J. Angus MacLean Road) |       |
| Queens | Ocean View    | 9,40  | Route 205                                              |       |
| Queens | Iona          | 12,40 | Route 206 (Iona Road)                                  |       |
| Queens | Newtown Cross | 16,00 | Route 211 (Newtown Road)                               |       |
| Queens | Orwell        | 18,80 | Route 210 (Kinross Road)                               |       |
|        |               |       |                                                        |       |